# Eduardo Gurbindo
Eduardo Gurbindo Martínez (* 8. November 1987 in Pamplona, Navarra) ist ein spanischer Handballspieler.

## Karriere

### Verein
Der 1,94 Meter große und 88 Kilogramm schwere rechte Rückraumspieler spielte zunächst in seiner Heimatstadt Pamplona beim Klub Portland San Antonio, für den er 2006/07 in der EHF Champions League debütierte und 2006/07 als Ersatzspieler spanischer Vizemeister wurde. Ab 2007 lief er für zwei Jahre für BM Torrevieja auf, ehe er 2009 zu BM Valladolid wechselte, wo er erneut in der Königsklasse aktiv war. Im Sommer 2012 unterschrieb er einen Vertrag beim FC Barcelona, mit dem er zahlreiche Titel gewann, darunter vier Meisterschaften und 2015 die Champions League. Im Sommer 2016 schloss er sich dem französischen Erstligisten HBC Nantes an. 2017 errang er den französischen Supercup, den Pokal und die Vizemeisterschaft hinter dem übermächtigen Paris Saint-Germain. In der Champions League 2017/18 unterlag er mit Nantes im rein französischen Finale Montpellier AHB. Zur Saison 2021/22 unterschrieb der Spanier, der mit einer Nordmazedonierin verheiratet ist, einen Vertrag über drei Jahre beim nordmazedonischen Rekordmeister RK Vardar Skopje. Schon im September 2021 verließ Gurbindo den Verein und schloss sich dem rumänischen Erstligisten Dinamo Bukarest an. Am 3. August 2023 verpflichtete ihn der THW Kiel. Nach der Saison 2023/24 wechselte er zu Beşiktaş Istanbul.

### Nationalmannschaft
Eduardo Gurbindo stand seit 2009 im Aufgebot der spanischen Nationalmannschaft, so bei der Europameisterschaft 2010 und der Weltmeisterschaft 2011, wo er die Bronzemedaille gewann. Bei der Europameisterschaft 2012 wurde er Vierter. Im Sommer 2012 nahm er an den Olympischen Spielen in London teil und belegte den siebten Platz. Ausgerechnet bei der Weltmeisterschaft 2013 im eigenen Land stand er nicht im Aufgebot, als Spanien Weltmeister wurde. Ein Jahr später gewann er Bronze bei der Europameisterschaft 2014 in Dänemark. Auch für die EM 2016 und die WM 2017 wurde er ins Aufgebot berufen. 2018 wurde er mit der spanischen Mannschaft Europameister. Mit der spanischen Auswahl gewann er bei den Olympischen Spielen in Tokio Bronze. Bei der Europameisterschaft 2022 gewann er mit Spanien die Silbermedaille, er bestritt alle neun Spiele und warf zehn Tore.
Bislang bestritt er 157 Länderspiele, in denen er 196 Tore warf.

### Erfolge
Verein
- Liga ASOBAL: 2013, 2014, 2015 und 2016
- Supercopa Asobal: 2013, 2014, 2015 und 2016
- Copa ASOBAL: 2013, 2014, 2015 und 2016
- Copa del Rey de Balonmano: 2013, 2014, 2015 und 2016
- Super Globe: 2013, 2014
- EHF-Champions-League-Sieger: 2015
  - EHF-Champions-League-Finalist: 2013 und 2018
- Starligue: Vizemeister 2017 und 2020
- Trophée des Champions: 2017
- Coupe de France: 2017
- Coupe de la Ligue: Finalist 2017
- rumänischer Meister: 2022 und 2023
- rumänischer Pokal: 2022
- DHB-Supercup: 2023
- türkischer Meister: 2025
- türkischer Pokalsieger: 2025

Nationalmannschaft
- Weltmeisterschaft: Bronze 2011
- Europameisterschaft: Europameister 2018, Silber 2022, Bronze 2014
- Olympische Spiele: Bronze 2020

### Saisonbilanzen
| Saison    | Verein               | Liga           | Tore | Spiele |
| --------- | -------------------- | -------------- | ---- | ------ |
| 2006/07   | Portland San Antonio | Liga Asobal    | 07   | 07     |
| 2007/08   | BM Torrevieja        | Liga Asobal    | 085  | 29     |
| 2008/09   | BM Torrevieja        | Liga Asobal    | 145  | 30     |
| 2009/10   | BM Valladolid        | Liga Asobal    | 085  | 29     |
| 2010/11   | BM Valladolid        | Liga Asobal    | 079  | 28     |
| 2011/12   | BM Valladolid        | Liga Asobal    | 084  | 28     |
| 2012/13   | FC Barcelona         | Liga Asobal    | 046  | 23     |
| 2013/14   | FC Barcelona         | Liga Asobal    | 067  | 27     |
| 2014/15   | FC Barcelona         | Liga Asobal    | 054  | 26     |
| 2015/16   | FC Barcelona         | Liga Asobal    | 068  | 27     |
| 2016/17   | HBC Nantes           | Starligue      | 070  | 26     |
| 2017/18   | HBC Nantes           | Starligue      | 100  | 25     |
| 2018/19   | HBC Nantes           | Starligue      | 032  | 13     |
| 2019/20   | HBC Nantes           | Starligue      | 0    | 0      |
| 2020/21   | HBC Nantes           | Starligue      | 027  | 21     |
| 2021/22   | RK Vardar Skopje     | Superliga      | 0    | 0      |
| 2021/22   | Dinamo Bukarest      | Liga Națională | 015  | 17     |
| 2022/23   | Dinamo Bukarest      | Liga Națională | 019  | 19     |
| 2023/24   | THW Kiel             | Bundesliga     | 020  | 09     |
| 2006–2024 | alle                 | alle           | 1003 | 384    |